# 13. julij
13. julij je 194. dan leta (195. v prestopnih letih) v gregorijanskem koledarju. Ostaja še 171 dni.

## Dogodki
- 1558 – Španci v bitki pri Gravelinesu premagajo Francoze
- 1643 – v bitki pri Roundway Downu angleški rojalisti premagajo predstavnike parlamenta
- 1787 – ameriški kongres ustanovi Severovzhodno ozemlje (območje Velikih jezer)
- 1832 – odkritje izvira reke Mississippi
- 1854 – v bitki pri Guaymasu Mehičani zaustavijo francosko invazijo
- 1863 – v New Yorku zaradi vpoklica v vojsko izbruhne vstaja, ki jo po treh dneh krvavo zaduši vojska
- 1870 – odposlana emska depeša
- 1878 – na Berlinskem kongresu Srbija, Črna gora in Romunija dobijo popolno neodvisnost
- 1900 – evropski zavezniki znova zasedejo kitajsko mesto Tientsin
- 1908 – ženske prvič nastopijo na olimpijskih igrah (četrte olimpijske igre)
- 1909 – v Cochranu (Ohio, ZDA) odkrijejo zlato
- 1920 – fašisti zažgejo Narodni dom v Trstu
- 1930 – v Urugvaju se začne prvo svetovno prvenstvo v nogometu
- 1942 – nemške podmornice potopijo tri trgovske ladje v Zalivu sv. Lovrenca
- 1943 – konča se bitka pri Kursku
- 1977 – 25-urni izpad električne energije v New Yorku
- 1985 – v Londonu, Philadelphiji in drugih mestih poteka dobrodelni koncert Live Aid
- 1996 – 3 ljudje izgubijo življenje ob strmoglavljenju indonezijskega DC-10 ob vzleti iz Fukuoke
- 2002 – strela zaneti velik gozdni požar v Oregonu in Kaliforniji, ki ga pogasijo šele 5. septembra
- 2014 – v Sloveniji potekajo predčasne državnozborske volitve

## Rojstva
- 100 pr. n. št. – Gaj Julij Cezar, rimski vojskovodja, politik († 44 pr. n. št.)
- 1527 – John Dee, valižanski matematik, astronom, astrolog, geograf († 1608)
- 1590 – Klemen X., papež († 1676)
- 1607 – Václav Hollar, češki slikar († 1677)
- 1760 – Štefan Pauli (Pavel), slovenski ogrski rimokatoliški duhovnik († 1829)
- 1811 – George Gilbert Scott, angleški arhitekt († 1878)
- 1821 – Nathan Bedford Forrest, ameriški general († 1877)
- 1826 – Stanislao Cannizzaro, italijanski kemik († 1910)
- 1841 – Otto Koloman Wagner, avstrijski arhitekt († 1918)
- 1864 – John Jacob Astor IV., ameriški poslovnež († 1912)
- 1878 – Jakob Ukmar, slovenski duhovnik, filozof, teolog, poliglot in Božji služabnik († 1971)
- 1883 – Hinko Smrekar, slovenski risar, karikaturist, ilustrator († 1942)
- 1896 – Max Bronstein - Mordecai Ardon, izraelski slikar († 1992)
- 1900 – George Lewis, ameriški jazzovski klarinetist († 1969)
- 1918 – Alberto Ascari, italijanski avtomobilski dirkač († 1955)
- 1934 – Wole Soyinka, nigerijski pisatelj, dramatik, politik, nobelovec 1986
- 1934 – Aleksej Stanislavovič Jelisejev, ruski kozmonavt
- 1942 – Ludvik Toplak, slovenski pravnik, rektor, politik, veleposlanik
- 1942 – Harrison Ford, ameriški filmski igralec
- 1942 – Joseph Roger McGuinn, ameriški glasbenik
- 1944 – Ernő Rubik, madžarski kipar, arhitekt, izumitelj Rubikove kocke
- 1953 – Johnny Clegg, južnoafriški glasbenik
- 1957 – Cameron Crowe, ameriški filmski režiser
- 1980 – Milan Golob, slovenski gledališki režiser

## Smrti
- 939 – Leon VII., papež
- 1024 – Henrik II., rimsko-nemški cesar (* 972)
- 1105 – Raši, francoski rabin (* 1040)
- 1142 – Helbirga Babenberška, češka vojvodinja (* ni znano)
- 1205 – Hubert Walter, canterburyjski nadškof (* 1160)
- 1298 – Jakob iz Varagine, genovski nadškof, kronist (* 1228)
- 1357 – Bartolus de Saxoferrato, italijanski pravnik (* 1313)
- 1380 – Bertrand du Guesclin, bretonski vitez, francoski vojskovodja (* 1320)
- 1399 – Peter Parler, nemški arhitekt (* 1330)
- 1629 – Caspar Berthelsen Bartholin, danski zdravnik, teolog (* 1585)
- 1645 – Marie de Gournay, francoska pisateljica, esejistka in feministka (* 1565)
- 1762 – James Bradley, angleški astronom (* 1693)
- 1789 – markiz Victor Riqueti de Mirabeau, francoski politični ekonomist (* 1715)
- 1793 – Jean-Paul Marat, francoski revolucionar švicarskega rodu (* 1743)
- 1848 – Blaž Crobath, slovenski politik, pravnik in mecen (* 1797)
- 1896 – Friedrich August Kekulé von Stradonitz, nemški kemik (* 1829)
- 1943 – Ivan Goran Kovačić, hrvaški pesnik (* 1913)
- 1946 – Alfred Stieglitz, ameriški fotograf (* 1864)
- 1951 – Arnold Schönberg, avstrijski skladatelj (* 1874)
- 1954 – Frida Kahlo, mehiška slikarka (* 1907)
- 1979 – Bogo Teply, slovenski zgodovinar, publicist (* 1900)
- 1983 – Gabrielle Roy, kanadska pisateljica (* 1909)
- 1997 – Aleksandra Danilova, ruska plesalka (* 1906)
- 2003 – Máximo Francisco Repilado Muñoz - Compay Segundo, kubanski glasbenik (* 1907)
- 2004 – Carlos Kleiber, avstrijski dirigent (* 1930)
- 2012 – Chiara Corbella Petrillo, italijanska laikinja in kandidatkinja za svetnico (* 1984)
- 2013 – Cory Monteith, kanadski igralec in glasbenik (* 1982)

## Prazniki in obredi
- Kiribati, dan neodvisnosti, 2. dan
- Mongolija – nadaam, 3.dan